# Hawker Hart
El Hawker Hart fue un biplano monomotor de bombardero ligero empleado por la Royal Air Force (RAF). Fue diseñado a finales de los años 1920 por el ingeniero aeronáutico Sydney Camm y fabricado por la compañía Hawker Aircraft. El Hart fue un destacado avión británico durante el período de entreguerras; sin embargo, al comienzo de la Segunda Guerra Mundial ya se encontraba obsoleto frente a los nuevos y más modernos monoplanos; en Gran Bretaña los Hart de bombardeo fueron retirados de primera línea en 1938 por lo que para esas fechas ya actuaba como avión de segunda línea desempeñando sólo papeles secundarios en el conflicto, permaneciendo operativos en el Oriente Medio antes de ser sustituido por modelos más modernos.
A partir del Hart fueron desarrolladas numerosas variantes, incluyendo el Hawker Osprey, una versión navalizada para los portaaviones y buques de la Royal Navy. Además de Gran Bretaña, fueron operadores de esta aeronave, las fuerzas aéreas de Australia, Estonia, Sudáfrica y Suecia .

## Diseño y desarrollo
El Ministerio del Aire publicó en 1926 la Especificación 12/26. Esta requería el diseño y desarrollo de un bombardero ligero diurno de alto rendimiento, biplaza, que debía ser de construcción totalmente mecánica y que alcanzara una velocidad máxima de 258 km/h. Inicialmente el proyecto fue licitado por Hawker, A.V. Roe and Company y de Havilland Aircraft Company. la compañía Fairey Aviation , que había vendido el valor de un escuadrón de su bombardero Fox construido principalmente de madera en 1925, al principio no fue invitado a licitar según la especificación, y se le envió una copia de la especificación sólo después de elevar su protesta ante el Jefe del Estado Mayor Aéreo Hugh Trenchard. 
El diseño de Hawker era un biplano de una sola bahía propulsado por un motor V12  Rolls-Royce Kestrel IB, (F.XIB) de 616 hp (459 kW) de potencia nominal y refrigerado por agua. Era, como requería la especificación, de estructura metálica, con un fuselaje construido a base de tubos de acero recubierto por paneles de aluminio y tela, teniendo las alas largueros de acero y nervaduras de duraluminio, recubiertas de tela. La tripulación de dos personas se sentaba en cabinas tándem individuales, con el piloto sentado debajo del borde de fuga del ala y operando una única ametralladora Vickers cal. 7,7 mm (0,303") montada a proa en el lado de babor de la cabina. El artillero/bombardero se sentaba detrás del piloto y estaba armado con una única ametralladora Lewis montada en un afuste anular Scarff, mientras que para apuntar el lanzamiento de bombas se acostaba boca abajo debajo del asiento del piloto. Se podrían transportar hasta 240 kg de bombas debajo de afustes subalares.
El prototipo Hart, de serie J9052, voló por primera vez en junio de 1928 y fue entregado al Establecimiento Experimental de Aviones y Armamento de la RAF en Martlesham Heath el 8 de septiembre. Demostró buen rendimiento y manejo, alcanzando 283 km/h en vuelo nivelado y 454 km/h) en picado. La competición culminó con la elección del Hawker Hart en abril de 1929. El de Havilland Hound fue rechazado debido a problemas de manejo durante el aterrizaje y a su estructura primaria parcialmente de madera. Si bien el Avro Antelope demostró un rendimiento similar y un buen manejo, se prefirió el Hart porque era mucho más barato de mantener, un aspecto muy a tomar en cuenta para un programa sujeto a las restricciones presupuestarias de defensa a las que se enfrentaron las fuerzas armadas británicas durante la década de 1920. El prototipo Fairey Fox IIM (que a pesar del nombre era un avión nuevo), retrasado por el retraso en el inicio del diseño de Fairey en comparación con los otros competidores, no voló por primera vez hasta el 25 de octubre de 1929, mucho después de que el Hart hubiera sido seleccionado..
La introducción en servicio del Hart provocó inmensos problemas en el Ministerio del Aire, ya que no solo era considerablemente más veloz que los bombarderos de su época, en muchos casos en más de 125 km/h, sino que también podía superar a cualquiera de los cazas entonces en servicio, un logro sorprendente considerando que era un bombardero ligero.
El bombardero diurno Hart de producción tenía un motor en V Rolls-Royce Kestrel IB de 12 cilindros; alcanzaba una velocidad de 295 km/h y tenía un alcance de entre 690/750 km. En particular, era más rápido que el Bristol Bulldog (velocidad max. 280 km/h) y, que recientemente había entrado en servicio como caza de primera línea de la RAF. Esta disparidad en el rendimiento llevó a la RAF a reemplazar gradualmente al Bulldog por el Hawker Fury . 
Hawker Demon

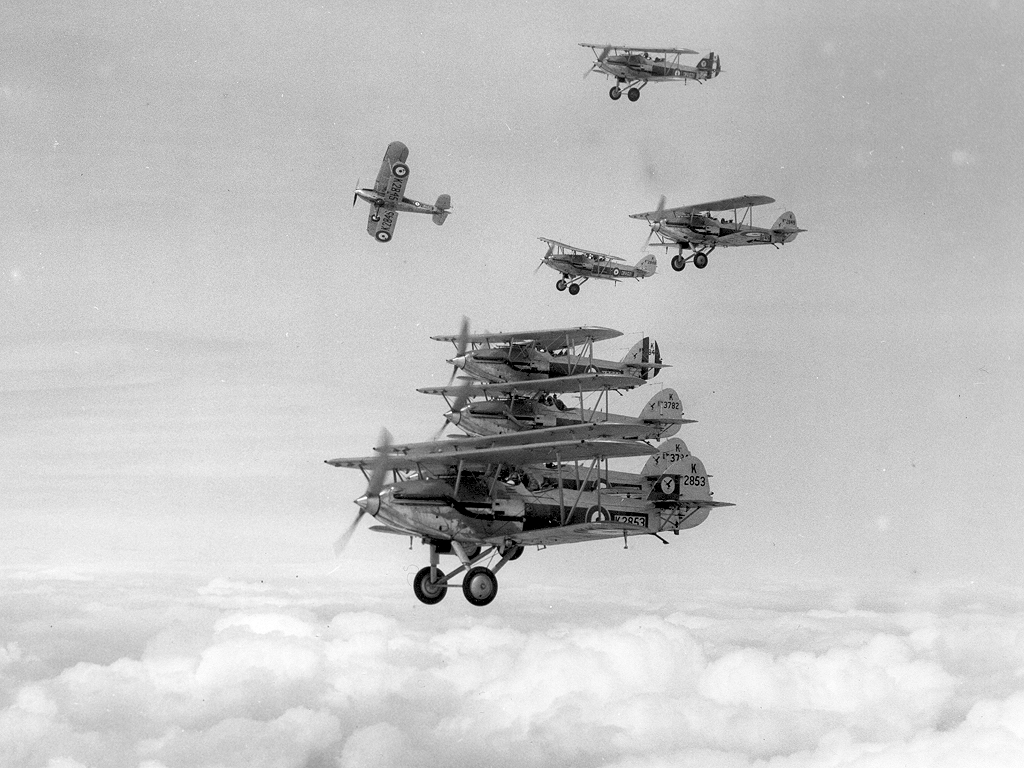
Hawker Demon del 23º Squadron de la RAF

El Hawker Demon era una variante de caza del bombardero ligero Hart. Durante los ejercicios de defensa aérea, los cazas Armstrong Whitworth Siskin y Bristol Bulldog de la RAF a menudo no podían interceptar los nuevos bombarderos Hart, a los que en ocasiones se les ordenaba restringir su altura y velocidad para dar a los cazas una oportunidad, lo que impulsó el desarrollo de una variante de caza del Hart.
Si bien el Hawker Fury ofrecía un mejor rendimiento, los menores volúmenes de producción lo encarecían considerablemente y, por lo tanto, permaneció disponible solo en pequeñas cantidades, por lo que cuando se sugirió una versión de caza del Hart, el Ministerio del Aire seleccionó el tipo como caza interino hasta que se alcanzara un mayor rendimiento en otros futuros cazas; con lo que podrían comprarse en mayores cantidades.  La nueva variante de caza añadió una segunda ametralladora Vickers, mientras que la brazola de la cabina trasera estaba en ángulo para proporcionar un mejor campo de tiro y se instaló un motor Kestrel IS de 480 hp (360 kW) sobrealimentado. La evaluación de un lote inicial de seis aviones, conocidos como Hart Two-Seat Fighters, puestos en servicio en el 23º Squadron durante 1931 resultó satisfactoria, y por ello, se realizaron otros pedidos del modelo, ya conocido como Hawker Demon. El primer vuelo del Demon de producción fue el 10 de febrero de 1933.
Se construyeron 305 ejemplares, de los que 232 lo fueron para la RAF.  El Demon estaba propulsado por diferentes versiones del motor Kestrel. Estaba armado una ametralladora Lewis trasera y dos Vickers fijas sincronizadas en los costados de proa, ambas cal. 7,7 mm. Muchos fueron equipados con una torreta hidráulica parcialmente cerrada Nash & Thompson FN 1 de accionamiento asistido en la posición del artillero trasero, que, anteriormente había sido probada en el Hawker Hart. Por otro lado, Hawker suministró otros 54 aparatos a la Real Fuerza Aérea Australiana. También para esta nación se construyeron diez entrenadores con doble mando designados Demon II. Estos aviones, sólo realizaron operaciones de segunda línea en las etapas iniciales de la Segunda Guerra Mundial.

## Producción

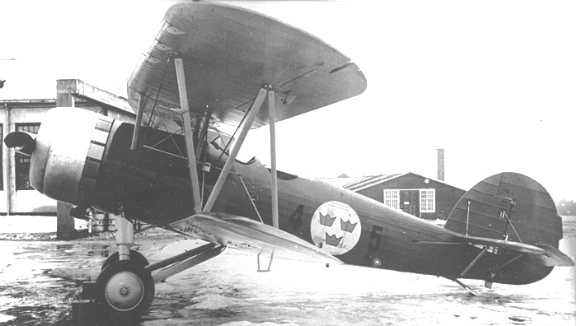
B 4B (Hawker Hart con motor Bristol Perseus) sueco

La demanda era tal, que la producción tuvo que distribuirse entre varias empresas aeronáuticas. De los 962 construidos en el Reino Unido, Hawker produjo 234, Armstrong Whitworth 456, Gloster Aviation Company 46 y Vickers 226.
Tres unidades designadas B 4 fueron compradas por Suecia, y además, fueron producidos bajo licencia por AB Svenska Järnvägsverkstädernas Aeroplanavdelning - ASJA, (18 aviones) los Talleres Centrales de la Fuerza Aérea (CVM) (21) y Götaverken (3) donde fueron designados como B 4A. Completados entre 1935-36, estaban propulsados por dos versiones del motor radial Bristol Mercury, también construido bajo licencia por la compañía NOHAB; Los dos Hart restantes estaban equipados con el motor Bristol Perseus XI. Estos aviones recibieron la designación B 4B; todos estaban equipados con trenes de aterrizaje de esquí como alternativa al de ruedas.
Está inusual planta motriz pone de manifiesto el empleo del Hart como banco de pruebas de motores; además de sus Kestrel IB o XDR estándar, también se  instalaron los Rolls Royce Kestrel IS, IIB, IIS, IIIMS, V, VIS, XFP, XVI, P.V.2 y Rolls-Royce Merlin C y E ; Armstrong Siddeley Phanter; Bristol Jupiter ; Pegasus - Perseus y Mercury; Hispano-Suiza 12Xbrs y Napier Dagger.
Otros Hart utilizados por otras fuerzas aéreas fueron los ocho ejemplares adquiridos por Estonia en 1932, dotados de un tren de aterrizaje estándar intercambiable por flotadores.
Cuando en 1936, los Hart comenzaron a ser reemplazados en las unidades operacionales por el Hawker Hind, el Ministerio del Aire decidió transferir gran número de los aparatos entonces disponibles a las Fuerzas Aéreas de Sudáfrica, comenzando su entrega a partir del invierno de 1936.
En total se produjeron 1004 Hart. Tal número lo convirtió en el bombardero ligero más utilizado de su tiempo y el diseño resultaría en un considerable éxito con varios desarrollos derivados, incluidos los Hawker Audax, Hardy, Hind, Hartbees y Osprey, así, como las diferentes versiones del Hart, (Hart Two-Seat Fighter, Demon, Hart Trainer), aunque, para ello, en la mayoría sólo se hicieron ligeras modificaciones en el diseño y equipo.

## Historia operacional
El Hart entró en servicio en febrero de 1930 con el 33.º Escuadrón de la RAF, reemplazando a los anticuados y lentos Hawker Horsley. 
Entre las muchas tareas en las que se utilizó el Hart cabe destacar la de su empleo temporal como caza en el seno del 23º Squadron. En los ejercicios aéreos anuales realizados en 1931, los Hart fueron capaces de efectuar sus ataques contra objetivos seleccionados con una impunidad casi total, escapando de la interceptación de los cazas defensores. Únicamente cuando se activó el 23º Squadron fue posible evitar que estos bombarderos alcanzasen sus objetivos.
En enero de 1931 el 12.º Escuadrón de la RAF fue reequipado con los Hart reemplazando sus Fairey Fox, y a lo largo del año se formaron otros dos escuadrones equipados con el modelo con base en el Reino Unido.

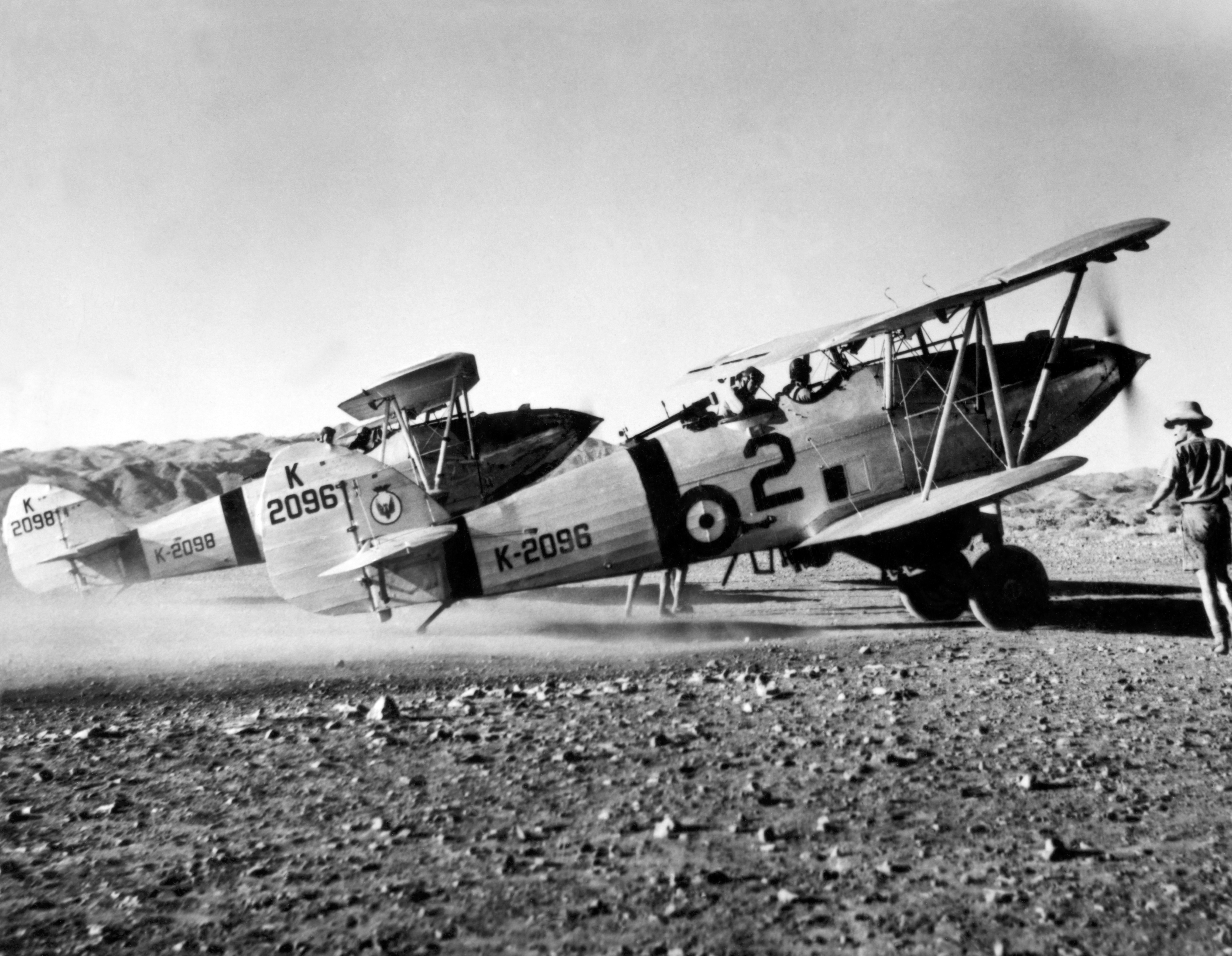
Hawker Hart del 39.º Squadron en Miranshah, Frontera del Noroeste 1938

Los Hart fueron enviados al Oriente Medio, al Protectorado de Adén y Somalia británica durante la llamada Crisis de Abisinia de 1935-1936. Asimismo, prestó un extenso y útil servicio en la Frontera del Noroeste en la India británica , durante el período de entreguerras.
Cuatro B4 (Hawker Hart) de la Fuerza Aérea Sueca entraron en acción como bombarderos en picado como parte de Regimiento de Vuelo de voluntarios sueco, designado Flygflottilj 19 - F19,  que operaba desde Kemi en el norte de Finlandia durante los últimos 62 días de la Guerra de Invierno .  
Aunque obsoleto en comparación con los monoplanos en servicio en el Reino Unido al comienzo de la Segunda Guerra Mundial, el Hart continuó en servicio, principalmente en frentes secundarios desempeñando funciones de comunicaciones, entrenamiento y enseñanza hasta que fue declarado obsoleto en 1943.

## Versiones
Hawker Hart Two-Seat Fighter
Hawker Hart de serie temporalmente adaptados como cazas en el seno del 23º Squadron
Hawker Demon
Versión especializada de caza; difería del modelo básico principalmente por tener una versión diferente del motor Kestrel, cabina trasera modificada con mejor campo de tiro para la ametralladora, instalación de transmisor/receptor de radio.
Hawker Demon Mk II
Entrenadores con doble mando construidos para las Reales Fuerzas Aéreas de Australia, asimismo capacitados para remolque de blancos. 10 construidos
Hawker Turret Demon
Ejemplares provistos con la torreta Nash-Thompson FN1 de accionamiento hidráulico instalada en la cabina posterior
Hawker Hart Trainer
Aparatos provistos de doble mando; algunos fueron desprovistos de armamento y equipo de bombardeo
Hawker Hart Communications
Versión de enlace y comunicaciones especialmente preparada para el 24ª Squadron. Ocho construidos
Hawker Hart (India) / Hart (Special)
Versiones tropicalizadas

## Operadores

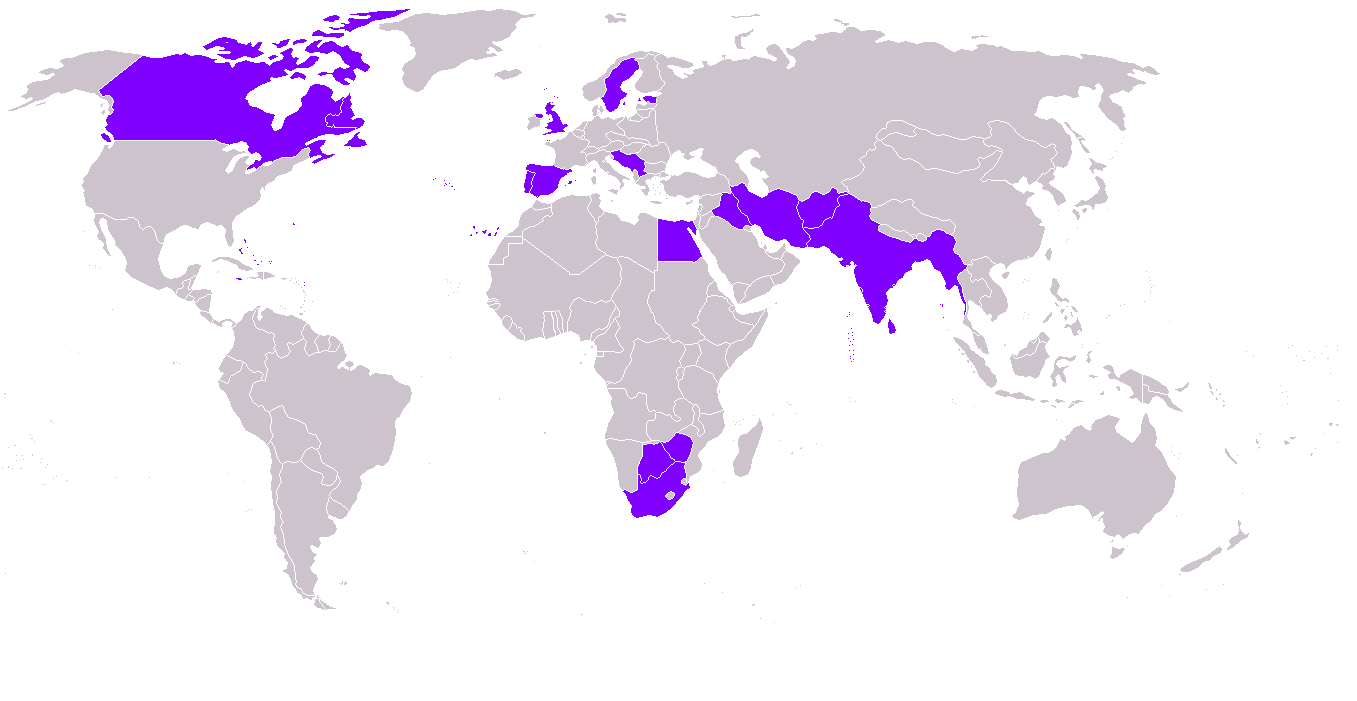
Países que operaron el Hart, Demon y otras versiones

### Hawker Hart
- Estonia
- India británica
- Reino Unido
- Sudáfrica
- Suecia

### Hawker Demon
- Australia
- Reino Unido

## Especificaciones técnicas (Hawker Hart RAF)
Referencia datos: 

### Características generales
- Tripulación: 2
- Longitud: 8,94 m
- Envergadura: 11,35 m
- Altura: 3,17 m
- Superficie alar: 32,33 m²
- Perfil alar: RAF 28[20]
- Peso vacío: 1148 kg
- Peso máximo al despegue: 2085 kg (en despegue)
- Planta motriz: 1× V12 enfriado por agua Rolls-Royce Kestrel IB.
  - Potencia: 380 kW (524 HP; 517 CV)
- Hélices: bipala

### Rendimiento
- Velocidad nunca excedida (Vne): 295 Km/h a 1500 m
- Velocidad de entrada en pérdida (Vs): 72 km/h, 39 nudos
- Alcance: 690/750 km
- Alcance en combate: km
- Alcance en ferry: km
- Techo de vuelo: 6500/6900 m
- Régimen de ascenso: 8' 30" a 3000 m (10000 pies)

### Armamento
- Ametralladoras: 2× Vickers sincronizada cal. 7,70 mm de tiro frontal, Lewis cal. 7,70 mm sobre afuste flexible trasero
- Bombas: 240/227 kg en soportes subalares